# クリストフ・ヴァイゲル
クリストフ・ヴァイゲル（Christoph Weigel der Ältere、1654年11月9日 - 1725年2月5日）は、ドイツの版画家、出版社の経営者である。ニュルンベルクで、出版社を成功させた。

## 略歴
ドイツ、バイエルンのマルクトレドヴィッツに生まれた。アウクスブルクで版画を学び、ウィーンやフランクフルト・アム・マインで働いた後、1698年にニュルンベルクの市民権を得た。1698年に最初の画集『Bilderlust』を自ら出版し、成功した出版社を作り上げ、生涯で70冊あまりの書籍と一連の版画を出版した。
ヴァイゲルが出版した書籍の中には1898年に出版された「Ständeliteratur」と呼ばれる様々な仕事について解説する書籍があり、ヴァイゲルの作品は200以上の職人の仕事を取り上げ、それぞれを銅版画とともに解説している。ニュルンベルクの紋章研究者のヨハン・ジープマッヒャー（Johann Siebmacher: 1561-1612）が出版を始めた「紋章一覧(Wappenbuches)」の新版「Das grosse und Vollständige anfangs Siebmacherische / hernach Fürstische und Helmerische / nun aber Weigelische Wappen-Buch In Sechs Theilen mit Wappen, Schilde, Helme und Kleinodien, an der Zahl 14 767, in Kupfer-Tafeln vorgebildet enthalten」を出版したことでもしられている。
神聖ローマ皇帝カール5世の宮廷地理学者に任じられていた地図製作者、ヨハン・ホーマン（Johann Baptist Homann: 1664-1724）の協力者で、ニュルンベルクでホーマンの地図を版画にした。
同時期に弟のヨハン・クリストフ・ヴァイゲル（Johann Christoph Weigel: 1661-1726）も美術出版の店を開き成功した。クリストフ・ヴァイゲルの没後もヴァイゲルの出版会社は未亡人によって経営され、ヴァイゲルの作品の出版続けられた。

## 作品

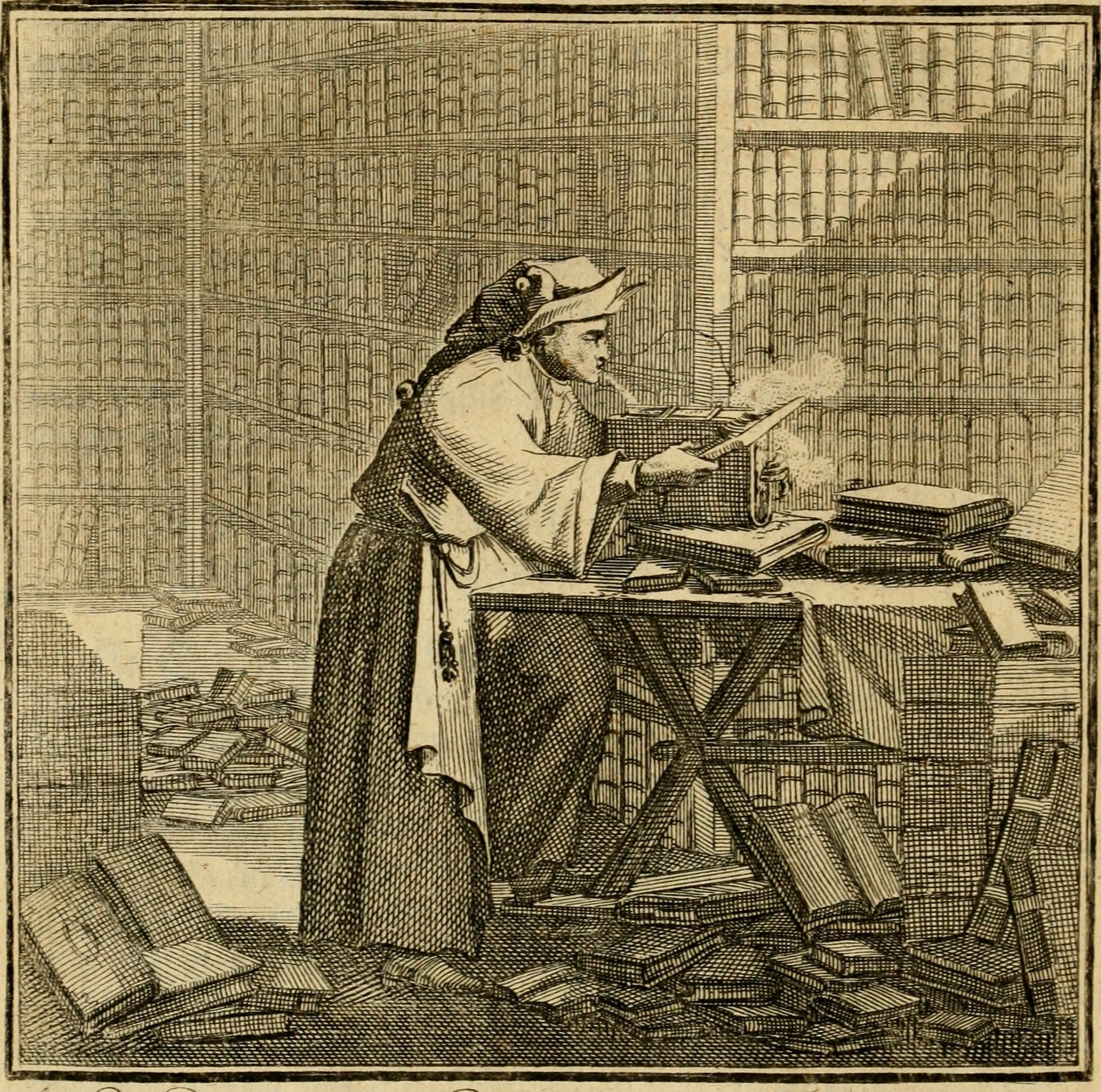
ヴァイゲルの職人の仕事を解説した書籍から「製本職人」
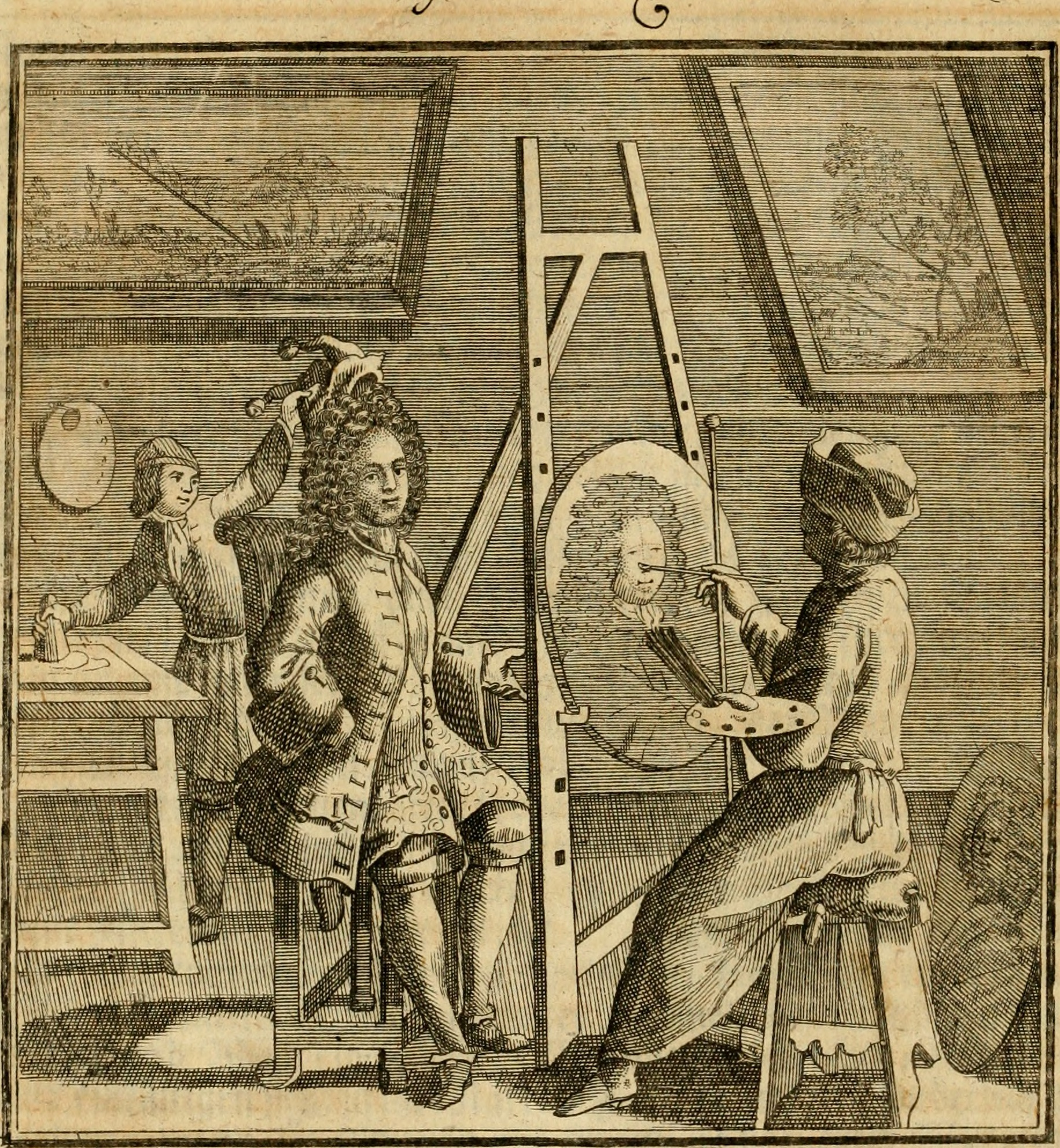
同左　肖像画家
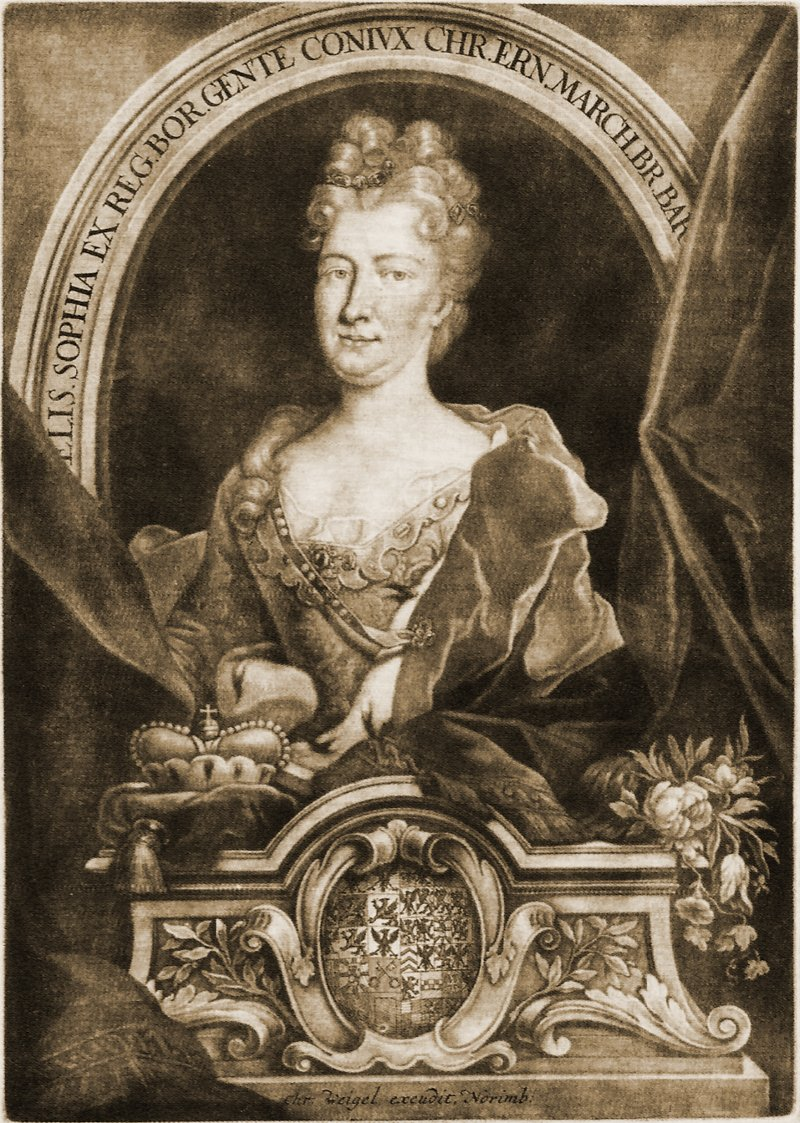
ブランデンブルク＝シュヴェート辺境伯家公女エリーザベトの肖像版画
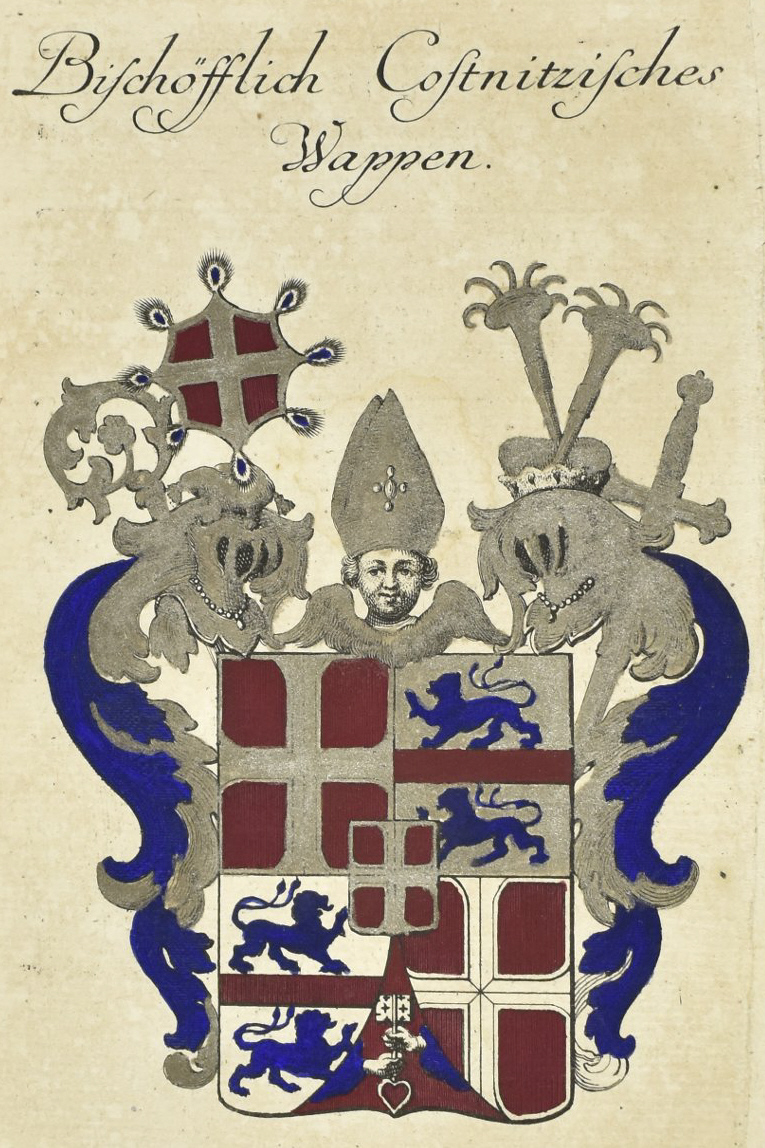
紋章一覧から